# MetLife Stadium
MetLife Stadium – stadion do futbolu amerykańskiego powstały obok Giants Stadium w East Rutherford w stanie New Jersey. Stadion ma pojemność 82 556 miejsc. Występują na nim drużyny New York Giants i New York Jets grające w lidze NFL. Choć stadion jest położony w innym stanie niż miasto Nowy Jork, to jednak odległość od Manhattanu wynosi jedynie 15 km. W 2014 roku na MetLife Stadium odbył się finał ligi NFL – Super Bowl XLVIII.